# La Loupe
La Loupe je naselje in občina v srednjem francoskem departmaju Eure-et-Loir regije Center. Naselje je leta 2008 imelo 3.465 prebivalcev.

## Geografija
Kraj leži v pokrajini Perche znotraj naravnega regijskega parka Perche, 38 km zahodno od Chartresa.

## Uprava
La Loupe je sedež istoimenskega kantona, v katerega so poleg njegove vključene še občine Belhomert-Guéhouville, Champrond-en-Gâtine, Les Corvées-les-Yys, Fontaine-Simon, Friaize, Manou, Meaucé, Montireau, Montlandon, Saint-Éliph, Saint-Maurice-Saint-Germain, Saint-Victor-de-Buthon, Le Thieulin in Vaupillon z 10.279 prebivalci.
Kanton La Loupe je sestavni del okrožja Nogent-le-Rotrou.

## Zanimivosti
- cerkev Rožnovenske Matere Božje;

## Pobratena mesta
- Pfalzgrafenweiler (Baden-Württemberg, Nemčija),
- Royston, Hertfordshire (Anglija, Združno kraljestvo).